# Securidaca fundacionensis
Securidaca fundacionensis är en jungfrulinsväxtart som beskrevs av Aymard och L.M.Campb.. Securidaca fundacionensis ingår i släktet Securidaca och familjen jungfrulinsväxter. Inga underarter finns listade i Catalogue of Life.